# Papekop

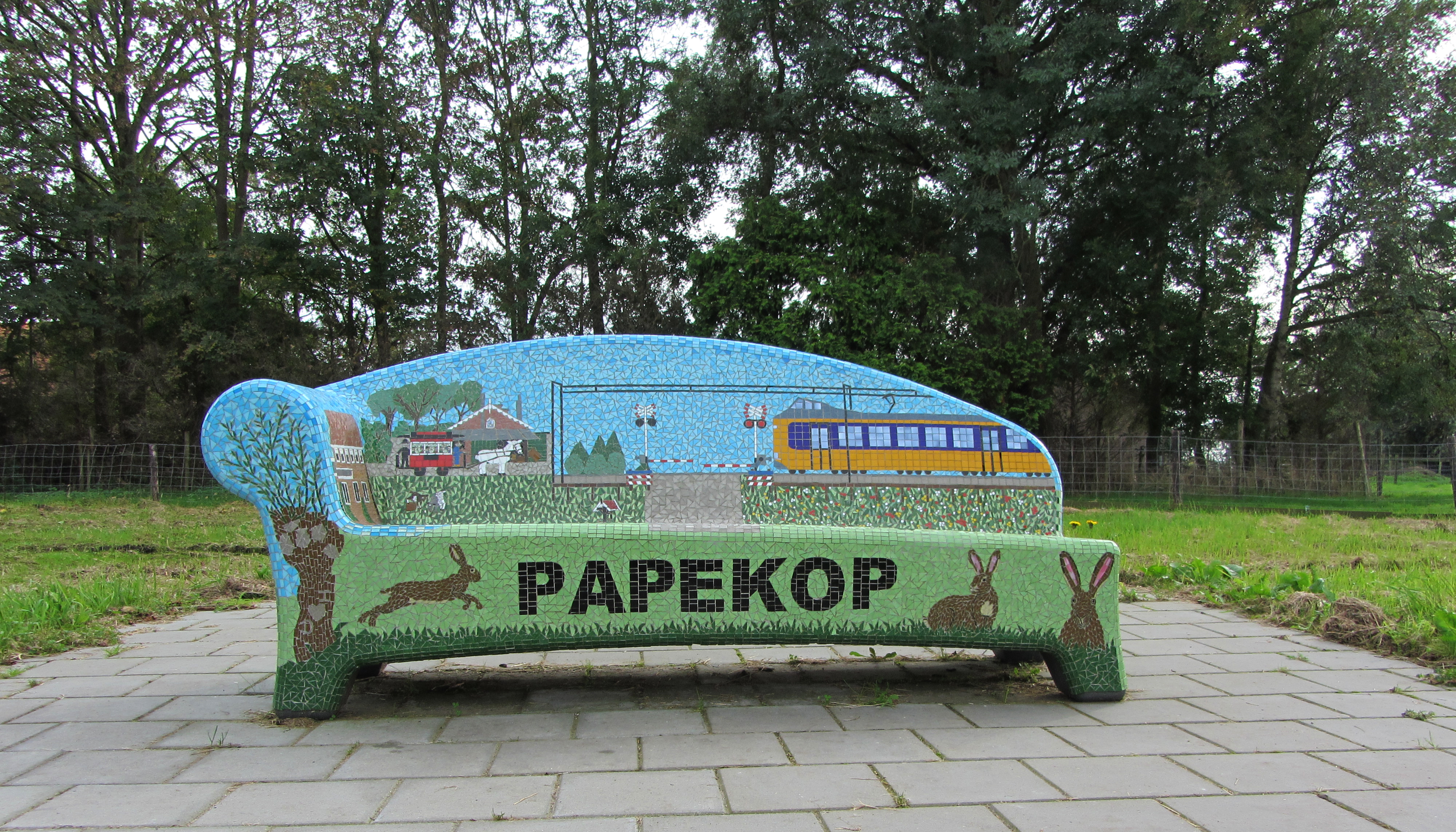
Social sofa aan de rotonde in Papekop. Geplaatst in 2019

Papekop is een plaats in de gemeente Oudewater in de Nederlandse provincie Utrecht.

## Geschiedenis
De plaats Papekop is ontstaan uit een zogenaamde cope uit de 12e eeuw. De achterkade (de westelijke grens) van deze cope is de Papekopperkade. De eerste bewoners vestigden zich er in de 13e eeuw. De naam Papekop is een samenvoegsel van 'papen' en 'cope', waarbij 'papen' verwijst naar de eigenaars van de cope: het kerkelijk gezag. Paap is een spotnaam voor Katholieken. Van oorsprong bestond het grondgebied van Papekop grotendeels uit moeras, in eigendom van de bisschop van Utrecht. Deze gaf stukken grond uit om te ontginnen: de zogenaamde cope-ontginning. Voor het gebied van 'Pape-cope' bepaalde hij dat de opbrengst van deze ontginning gebruikt werd om te voorzien in het levensonderhoud van de pastoor, de paap, van Waarder. De voormalige ambachtsheerlijkheid, later de gemeente, Papekop lag in het uiterste westen van de provincie Utrecht. Ze bestond uit de buurten Papekop en het ten oosten ervan gelegen Diemerbroek. De heerlijkheid is tot 1801 in het bezit van de familie Van Vlooswijck geweest en nog daarvoor van de familie De Mérode.
Per 1 januari 1812 werd Papekop bij de gemeente Waarder gevoegd, om daar per 1 januari 1818 weer van afgesplitst te worden. Op 1 januari 1821 ging de gemeente van de provincie Utrecht naar de provincie Zuid-Holland. De gemeente Papekop werd op 1 februari 1964 opgeheven en bij de Zuid-Hollandse gemeente Driebruggen gevoegd. Bij een gemeentelijke herindeling in 1989 werd Papekop bij de gemeente Oudewater gevoegd, waardoor de plaats weer deel uitmaakt van de provincie Utrecht.

## Geografie
Papekop heeft 385 inwoners (2023). Het dorp ligt hemelsbreed tussen de historische stad Oudewater en de autosnelweg A12. Het is gelegen aan de spoorlijn Utrecht - Gouda. Van 1855 tot 1936 was in Papekop het station Oudewater gevestigd. Vanaf 1906 bestond een paardentramlijn tussen Oudewater en Papekop om aansluiting te geven op de treinen.
Ten noorden van Papekop ligt een olie- en gasveld vernoemd naar de plaats, het Papekopveld.

## Geboren
- Gerardus van Baren (1882-1952), burgemeester en politicus

## Zie ook

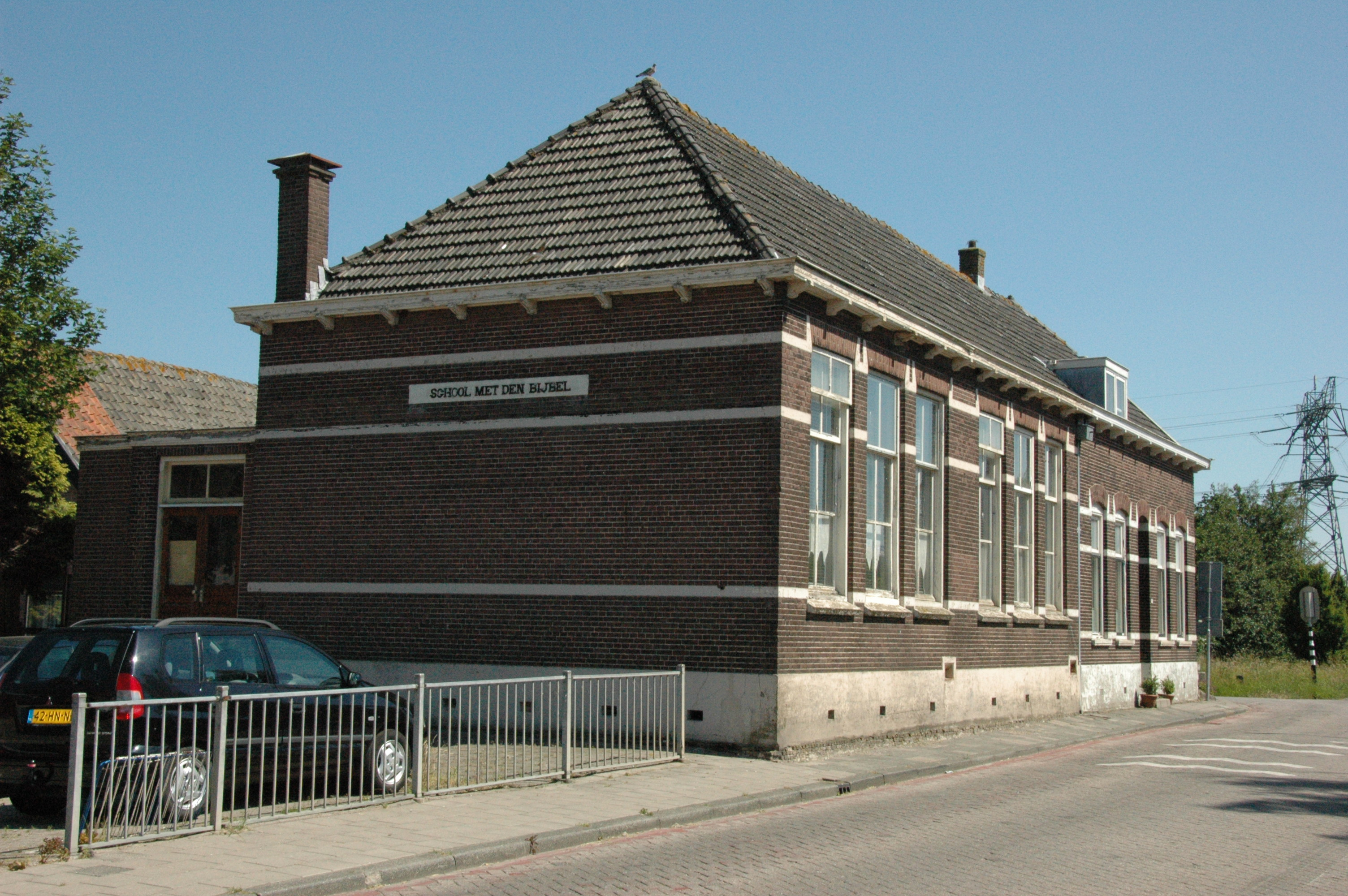
Papekop, school met den bijbel (2006)